# リオプラテンセ・スペイン語

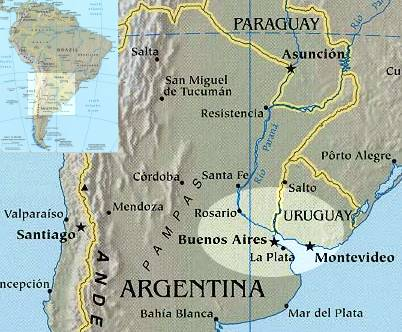
リオプラテンセ・スペイン語の話されている都市

リオプラテンセ・スペイン語（リオプラテンセ・スペインご、スペイン語: Castellano rioplatense,カステシャーノ・リオプラテンセ。"「銀（プラタ）の川」のスペイン語"を意味する）は、ラ・プラタ川流域のアルゼンチンおよびウルグアイで話されているスペイン語の方言である。

## 地域
リオプラテンセ方言は主にブエノスアイレス、モンテビデオ、ロサリオといったこの地域の特に人口が密集した三つの都市に根付いており、これらの地域の郊外でも同様に話されている。
この地域に根付いたスペイン語の形式は、これらの人口の中心地から地理的には近くなくとも文化的な影響を受けやすい地域でも見られる。リオプラテンセ語はアルゼンチン、ウルグアイのAVメディアで標準に使用される。北東にはポルトガル語との混合言語であるポルトゥニョール・リヴェレンセ語が存在する。

## 言語への影響
スペイン人はスペインによる植民地化の過程で、彼らの言語をこの地域に持ち込んだ。この地域は元々はペルー副王領の一部だったが、1776年にリオ・デ・ラ・プラタ副王領にその重心を移すことになった。
アルゼンチンへの大規模な移民が始まるまでは、リオ・デ・ラ・プラタの言葉は事実上他の言語からの影響を全く受けておらず、また主に様々な地方色があった。
アルゼンチン人とウルグアイ人はしばしば彼らが、アメリカ合衆国やカナダのように、人口の大部分がヨーロッパ系（大部分はイタリア系とスペイン系）の家系で構成されていることを誇る。

### ヨーロッパ移民
多様な入植者と移民がアルゼンチン、ウルグアイに流入したため、いくつかの言語がクリオーショのスペイン語に影響を与えた、
- 1870年から1890年:主にスペイン語、バスク語、 ガリシア語 及び北イタリア語 の話者と、幾らかの規模のフランス、ドイツ、他のヨーロッパ諸国からの移民が流入する。
- 1910年から1945年:スペイン、南イタリア及び全ヨーロッパ中から少数の移民が再び流入し、1910年代から第二次世界大戦までを通して、主にロシアやポーランドからやってきたユダヤ人移民もまた多かった。
- 英国とアイルランドからの英語話者はイタリア系の移民に比べれば遥かに少なかったが、上流階級（イギリス系移民の場合のみ、アイルランド系は大抵貧乏だった）産業、ビジネス、教育、そして農業に影響を与えた。

### アルゼンチンのインディヘナが与えた影響
土着の住民の人口が地域の征服の間に殺害されたのと同様に、アメリカ先住民の諸言語はスペイン語から大きく影響を受けたか、あるいはスペイン語によって一掃された。
影響は相互に及んでいたが、グアラニー語、ケチュア語、その他の言語の語彙はこの地域のスペイン語に取り入れられ、幾らかは英語にさえ及んだ。
先住民の言語に起源を持ち、他のスペイン語では用いられないものの、リオプラテンセ・スペイン語で日常的に使われている幾つかの単語を挙げると:
- ケチュア語から: ガウチョ gaucho（元々は「貧しい人々」を意味する ワクチャ wakcha から来ている）; ポチョクロpochoclo（"ポップコーン"）
- グアラニー語から: ポロロ pororó（これもまた"ポップコーン"の意）

スペイン語の方言で、他言語からの借用されたものについては en:Influences on the Spanish language を参照

## 言語学上の特徴

### 語彙
スペイン語の方言間の違いはとても大きく、約9,000語のリオプラテンセ語の単語が他のスペイン語方言では用いられておらず、多くの場合、他の地域では理解すらされない。これらの単語には、基本語彙からの用語、たとえば果物、衣類、食糧、車の部品などに関する単語といったものもあれば、地元のスラングも含まれる。
リオプラテンセ・スペイン語はヨーロッパのスペイン語からの乖離が続いている。リオプラテンセ・スペイン語は技術用語をアメリカ英語から借用（もしくは翻訳借用）する傾向があるのに対して、ヨーロッパのスペイン語はイギリス英語かフランス語から借用、翻訳借用する傾向があるためである。
| リオプラテンセ方言 | チリ方言          | メキシコ方言 | スペイン方言 | フランス語 (官薦/俗用)              | 英語 (US/UK)              | 日本語       |
| ------------------ | ----------------- | ------------ | ------------ | ----------------------------------- | ------------------------- | ------------ |
| durazno            | durazno           | durazno      | melocotón    | pêche                               | peach                     | 桃           |
| damasco            | damasco           | chabacano    | albaricoque  | abricot                             | apricot                   | 杏           |
| frutilla           | frutilla          | fresa        | fresa        | fraise                              | strawberry                | 苺           |
| papa               | papa              | papa         | patata       | pomme de terre                      | potato                    | ジャガイモ   |
| poroto             | poroto            | frijol       | judía        | haricot                             | bean                      | 豆           |
| suéter, pulóver    | chaleco, sweater  | suéter       | jersey       | chandail / pull-over                | sweater, pullover         | セーター     |
| moño               | humita            | pajarita     | pajarita     | nœud papillon                       | bowtie                    | 蝶ネクタイ   |
| auto, coche        | auto              | carro        | coche        | voiture, auto                       | (motor) car               | 車（自動車） |
| celular            | celular           | celular      | móvil        | mobile, portable, cellulaire (北米) | cell(ular)/mobile (phone) | 携帯電話     |
| computadora        | computador        | computadora  | ordenador    | ordinateur / computer               | computer                  | コンピュータ |
| baúl (del auto)    | maleta (del auto) | maletero     | maletero     | coffre                              | (car) trunk/boot          | 車のトランク |
| piedra             | piedra            | roca         | roca         | pierre                              | stone                     | 石           |
| valija             | maleta            | maleta       | maleta       | valise                              | suitcase                  | スーツケース |
| pollera            | pollera, falda    | falda        | falda        | jupe                                | skirt                     | スカート     |
| ricota             | ricota            | requesón     | requesón     | ricotta                             | ricotta                   | リコッタ     |

### 音韻組織体系
リオプラテンセ・スペイン語は発音の明確な調和により、他のスペイン語の方言と区別される。
- 他の多くの方言のように、リオプラテンセ方言はジェイスモによって特徴付けられている:ll （硬口蓋側面接近音、/ʎ/）と y （[ʝ]、歴史的には硬口蓋接近音、/j/）の音素はひとつに融合している。このため、リオプラテンセにおいては、他のジェイスモの地域同様、se cayó（彼は転んだ）とse calló（彼は黙った）は同じ発音となる。

この融合した音素は一般的には後部歯茎摩擦音であり、この地域の中央、および西部では有声後部歯茎摩擦音（[ʒ]）、ブエノスアイレス周辺では無声後部歯茎摩擦音（[ʃ]、シェイスモ sheísmo と呼ばれる）で発音される。それぞれ英語のmeasureのsとmissionのss、あるいはフランス語のjとchの発音と同様である。
また、標準スペイン語では母音に挟まれたi（例："Hawaiano"）はyと同じように[ʝ]と発音することもあるが、リオプラテンセではこれがシャ行にならず、イタリア語と同じように[j]または二重母音の一部として[i]と発音する。
- 摩擦音の/s/は他の子音の前では帯気する傾向がある（結果として現れる音はその後の子音によるが、そのメカニズムに明確な説明を与えるのは無声声門摩擦音 [h]であるとされる）。あるいは、全ての音節末の/s/が帯気する。この現象は特に教養の低い人の間でみられる。この変化は単語レベル、あるいは単語間レベルでのみ発現する。これは、esto es lo mismo （これは同じ）は['ɛhto ɛh lo 'mihmo]のように発音されるが、las águilas azules（青いタカ）のlasおよびáguilasに含まれる/s/ は後ろに子音が続かないため、その発音は帯気したり、[h]となったりすることはなく、[s]のままとなる。

- 地域によっては、話者は動詞の不定形の末尾のrを発音しない傾向にある。このエリジオンは地域によっては無教養な話者の特徴と考えられているが、別の地域では特に早口での会話において広く一般的となっている。なお、これはカタルーニャ語では標準的なものである。

- 標準スペイン語においてbとvは同音だが、リオプラテンセ・スペイン語ではvを[v]と発音することがある。

- sの帯気は、語末のrの脱落や幾らかの二重母音の単純化とともに、音節構造を単純化させるように働き、それによってリオプラテンセ方言を流暢な子音-母音-子音-母音のリズムとしている（開音節）。

Si querés irte, andáte. Yo no te voy a parar.
"もし君がそこに行きたいって言うなら、僕は止めるつもりはないよ。"
（ 発音、[sikeˌɾɛˈhite anˈdate - ʃo noteβjapaˈɾa]）

### イントネーション
予備的な調査はリオプラテンセ・スペイン語、特にブエノスアイレス市の口語はイントネーションのパターンがイタリア語の方言と似通っていることを明らかにしており、それは他のアルゼンチンのスペイン語の様式のパターンとは著しく異なっている。 
 
これは移民のパターンとの全くの相関している。アルゼンチン、特にブエノスアイレスは、19世紀に多くのイタリア人移民を受け入れたのである。
アルゼンチンの国立科学技術調査審議会が指導した研究と、Bilingualism: Language and Cognition （ISSN 1366-7289）で出版された内容によると、ブエノスアイレスの住民はナポリ方言に最も近いイントネーションで話すという。
調査者は近年の関係ある現象として、20世紀初の南イタリア系移民の波を記している。
それ以前は、ポルテーニョのアクセントはもっとスペイン、とりわけアンダルシアの方言に似ていたのである。 

### 発音と動詞の活用
アルゼンチンとウルグアイの話し方の特徴の一つがボセオである。二人称単数の代名詞にtúの代わりにvosを用いることである。
ボセオ はまたスペイン語を話す別のコミュニティでも用いられるが、しかしそれは普通、標準的ではない労働者階級であるか地方の変容した表現であると考えられる。ところがアルゼンチンにおいてはボセオが標準で、テレビ番組など公式な場合でも用いられる。ボス（"vos"）は伝統的な（スペインの）カスティリャのスペイン語で二人称複数形（"vosotros"）のものに類似した動詞の形と共に使用される。
Túはアルゼンチンで通常用いられない。しかしながら、スペイン語版ウィキペディア（es:Wikipedia:¿Tú o usted? を参照）やGoogleのスペイン語版などの国際的な場における書き言葉ではtúが用いられている。
二人称複数形は、スペインではvosotrosであるが、リオプラテンセ方言では大半のラテンアメリカの方言のようにustedesに置き換わる。
ustedはフォーマルな二人称であるが、その複数形のustedesは中立的であり、友人に対しても公式な場面での知り合いに対しても使用されうる（en:T-V distinction を参照）。
"Ustedes"は文法的に三人称複数の動詞を取る。
動詞のamar を例にとって活用の変化を見てみると:
| 人称/数   | カスティリャ方言 | リオプラテンセ方言 |
| --------- | ---------------- | ------------------ |
| 1人称単数 | yo amo           | yo amo             |
| 2人称単数 | tú amas          | vos amás           |
| 3人称単数 | él ama           | él ama             |
| 1人称複数 | nosotros amamos  | nosotros amamos    |
| 2人称複数 | vosotros amáis   | ustedes aman       |
| 3人称複数 | ellos aman       | ellos aman         |

となる。
1. ↑  Tú amás はウルグアイのみで用いられ、Vos amásも併用される。しかし、túとvosは同義的に用いられるわけではなく、vosはより親しい間柄でのパーティの会話で用いられる。公的な場ではusted amaを用いる。
2. ↑  Ustedesはラテン・アメリカ諸国全般で用いられている。これはスペインでは公的なスピーチにおける2人称複数形として用いられる語である。

 amas から  amás などの強勢の移動がみられるものの、これらの強勢は、かつてvosに対する動詞の屈折 vos amáis の二重母音が消失し vos amás となったことの名残である。この現象はvosに対するser（英語のbe動詞にあたる動詞の一つ）の活用がvos soisからvos sosになった点にもはっきり見られる。perderやmorirなどのスペイン語の不規則動詞において、強勢の移動は語幹の変化の原因ともなっている。
| カスティリャ方言  | リオプラテンセ方言     |
| ----------------- | ---------------------- |
| yo pierdo         | yo pierdo              |
| tú pierdes        | vos perdés / tú perdés |
| él pierde         | él pierde              |
| nosotros perdemos | nosotros perdemos      |
| vosotros perdéis  | ustedes pierden        |
| ellos pierden     | ellos pierden          |

-ir動詞においては、カスティリャ方言ではvosotrosは動詞語尾-ísを形成し、二重母音の単純化は存在しないが、リオプラテンセ方言ではまったく同じ形のままtúに替わってvosをとるためtú vivesに替わってvos vivís、tú vienesに替わってvos venísとなる（強勢の位置に注意）。
vosに対する命令形はカスティリャ方言での複数形に対する命令形の形から語尾の-dが脱落した形をとる（強勢の位置は変わらない）。
- Hablá más alto, por favor. "もっと大きな声で話してください。"（カスティリャ方言ではhablad）
- Comé un poco de torta. "少しケーキを食べなよ。"（カスティリャ方言ではcomed）
- Vení para acá. "こっちに来て。"（カスティリャ方言ではvenid）

なお、ir(se)の命令形としては標準語ではVete.だが、アルゼンチンではAndá(te).が使われる。
複数形に対する命令形はustedesに対する形をとる。
vosに対する仮定形の動詞は、túに対する形が用いられる傾向があるものの、話者によっては古典的なvosに対する形で、カスティリャ方言でのvosotrosの形から語尾の二重母音のiを落としたものを用いる。多くの人はtúに対する仮定形を用いることが正しい用法だと考えている。
- Espero que veas or Espero que veás "I hope you can see"（カスティリャ方言ではveáis）
- Lo que quieras or (less used) Lo que querás "Whatever you want"（カスティリャ方言では queráis）

過去形においては、頻繁にsが加えられ、たとえば(vos) perdistesなどとなる。これは、文献での古典的なvosに対する動詞の変化に見られる。この用法は誤りと見なすことがよくある。イベリア・スペイン語ではvosotros perdisteisである。
他の動詞の変化形はvosotrosに対する形からiが脱落したものが用いられる。
- Si salieras "If you went out"（カスティリャ方言では salierais）

#### 語法
かつては、vosは尊称として使用されていた。リオプラテンセ方言、あるいは他の多くボセオを用いる方言においてはこの代名詞は非公式のものとなり、túの使用を押し出した（英語において、フォーマルな2人称単数であったが、youに置き換えられ使用されなくなったのthouと比較される）。
特に友人や家族の一員（年齢は問わない）を示して使われたが、牛労働者や友人の友人といったような多くの知人にも用いられた。

### 時制の語法
文学作品は動詞の屈折の全機能を使用するが、リオプラテンセ方言（あるいは他の多くのスペイン語の方言）において、話し言葉の中では未来時制は動詞句（en:periphrasis）に置き換わる。
動詞句は動詞のirに基づき直後にaと不定詞の本動詞が続く。これは英語のgoing to+ 不定詞動詞という句と同系である。 
例えば:
- Creo que descansaré un poco → Creo que voy a descansar un poco
- Mañana me visitará mi madre → Mañana me va a visitar mi madre
- Iré a visitarla mañana → Voy a ir a visitarla mañana

のようになる。